# Randal Keynes
Randal Hume Keynes (Cambridge, 29 de julio de 1948 – 26 de marzo de 2023) fue un escritor y conservacionista británico, descendiente de Charles Darwin. Es el autor de una biografía de su famoso antepasado, Annie's Box: Darwin, His Daughter, and Human Evolution (traducida al español como La caja de Annie. Darwin y familia ISBN 84-8306-537-1), centrado en la vida familiar de Darwin y en la temprana muerte de su hija Annie, hecho que afectó profundamente a sus creencias religiosas. El libro sirvió como base para el guion de la película de 2009 Creation.
Ha participado activamente en la campaña para declarar Down House, el hogar de Darwin, como Patrimonio de la humanidad.
Keynes pertenece a una familia de gran influencia científica y cultural en Gran Bretaña. Es hijo de Anne Pinsent (nacida Adrian) y del fisiólogo Richard Keynes.  Por parte de padre desciende del ecónomo John Maynard Keynes y es hermano del historiador y profesor en Cambridge Simon Keynes. Sus abuelos fueron el cirujano Geoffrey Keynes y el médico y ganador del premio Nobel Edgar Douglas Adrian.
Casado con la libanesa Zelfa Cecil Hourani, su hijo Skandar (nacido en 1991) es actor y su hija, Soumaya Keynes (nacida en 1989) ha participado en varias producciones de BBC Radio 4.